# Mario Frustalupi
Mario Frustalupi (* 12. September 1942 in Orvieto, Italien; † 14. April 1990 in San Salvatore Monferrato, Italien) war ein italienischer Fußballspieler. Er gewann sowohl mit Inter Mailand 1970/71 als auch mit Lazio Rom den italienischen Meistertitel und spielte weiterhin lange Jahre für Sampdoria Genua sowie einige Zeit bei der AC Cesena und bei der AC Pistoiese.

## Karriere
Geboren 1942 im mittelitalienischen Orviento in der Provinz Terni, begann Mario Frustalupis Karriere als Fußballspieler beim örtlichen Verein Orvietana Calcio. Von dort aus verpflichtete ihn 1960 der Erstligist Sampdoria Genua, wo er zunächst noch ein Jahr lang die Jugendabteilung besuchte, aber schon bald auch in die erste Mannschaft der Norditaliener aufgenommen wurde. Nachdem er sich nicht gleich durchsetzen konnte, wurde Frustalupi von 1961 bis 1962 zum unterklassigen Verein FC Empoli verliehen, wo er Spielpraxis sammelte und als Stammspieler nach Genua zurückkehrte. In der Folge etablierte er sich auch bei Sampdoria und wurde zur Stammkraft. In den kommenden acht Jahren absolvierte Mario Frustalupi im Trikot von Sampdoria Genua 202 Ligaspiele, in denen ihm 22 Torerfolge gelangen. Großartige Erfolge blieben dem Mittelfeldspieler aber bei Samp verwehrt, der Verein zählte zur damaligen Zeit nicht zu den Topmannschaften des italienischen Fußballs. 
1970 wurde Mario Frustalupi vom Renommierklub Inter Mailand unter Vertrag genommen. Unter dem neuen Trainer Giovanni Invernizzi zeigte sich Internazionale in der Saison 1970/71 sehr erfolgreich und wurde am Ende der Saison mit vier Punkten Vorsprung vor dem Lokalrivalen AC Mailand italienischer Fußballmeister, was den ersten Titel für Inter nach dem Ende der Ära des Grande Inter von Trainer Helenio Herrera bedeutete. Durch den Meistertitel war Inter für den Europapokal der Landesmeister 1971/72 teilnahmeberechtigt und erreichte in diesem Wettbewerb nach Erfolgen über AEK Athen, Borussia Mönchengladbach, Standard Lüttich sowie Celtic Glasgow das Endspiel und scheiterte erst dort an der großen Mannschaft von Ajax Amsterdam um Johan Cruyff mit 0:2. Das Endspiel um den Europapokal der Landesmeister in Rotterdam war zugleich Mario Frustalupis letztes Spiel im Dress von Inter Mailand, er verließ den Verein in Richtung Lazio Rom.
Bei Lazio Rom wurde Mario Frustalupi Teil der großen Mannschaft des Vereins, die mit Trainer Tommaso Maestrelli und Spielern wie Giorgio Chinaglia, Luciano Re Cecconi oder Giuseppe Wilson erst den Wiederaufstieg in die Serie A feierte und sich zwei Jahre später sensationell zum italienischen Fußballmeister krönte. In der Serie A 1973/74 gelang Maestrellis Mannschaft durch einen ersten Platz mit zwei Punkten Vorsprung auf Rekordmeister Juventus Turin der erste Meistertitel für den römischen Verein. Doch die große Mannschaft von Lazio hatte nicht lange Bestand. Maestrelli verstarb bald an den Folgen einer Krebserkrankung genauso wie Re Cecconi, der erschossen wurde. Chinaglia ging zu Cosmos New York und auch Mario Frustalupi blieb nicht mehr lange bei den Laziali. Er unterschrieb zur Saison 1975/76 einen Kontrakt beim Ligakonkurrenten AC Cesena.
In Cesena gelang Mario Frustalupi in seiner ersten Saison die überraschende Qualifikation für den UEFA-Pokal, was die bis heute einzige Teilnahme des Vereins an einem internationalen Wettbewerb darstellt. In der Folgezeit blieben die Erfolge beim AC Cesena aber mehr und mehr aus und man musste als abgeschlagener Letzter der Serie A 1976/77 den Gang in die Zweitklassigkeit antreten. Nach dem Abstieg verließ Frustalupi Cesena und schloss sich der AC Pistoiese, ebenfalls Zweitligist, an. Dort war er im Spätherbst seiner Karriere an der bis heute einzigen Promotion von Pistoiese für die Serie A beteiligt. Das Erstligaabenteuer 1980/81 endete aber mit dem direkten Wiederabstieg, woraufhin Mario Frustalupi das Ende seiner aktiven Laufbahn als Fußballspieler verkündete. 

## Tod
Mario Frustalupi blieb der AC Pistoiese nach seinem Karriereende als Berater und später als Sportdirektor erhalten. Dieses Amt bekleidete er bis ins Jahr 1990, als er am 14. April bei einem Autounfall nahe der piemontischen Stadt San Salvatore Monferrato ums Leben kam. Er verunglückte mit seinem Lancia Thema auf der Autostrada A26, als er seine Familie in Breuil-Cervinia besuchen wollte. Mario Frustalupi wurde 47 Jahre alt.

## Erfolge
- Italienische Meisterschaft: 2×

1970/71 mit Inter Mailand
1973/74 mit Lazio Rom
- Endspiel im Europapokal der Landesmeister: 1×

1971/72 mit Inter Mailand